# Gmina Boden
Gmina Boden (szw. Bodens kommun) – gmina w Szwecji, w regionie Norrbotten, siedzibą jej władz jest Boden.
Pod względem zaludnienia Boden jest 85. gminą w Szwecji. Zamieszkuje ją 28 277 osób, z czego 50,75% to kobiety (14 350) i 49.25% to mężczyźni (13 927). W gminie zameldowanych jest 720 cudzoziemców. Na każdy kilometr kwadratowy przypada 6,58 mieszkańca. Pod względem wielkości gmina zajmuje 22. miejsce.
Miejscowości gminy:  Boden, Bodträskfors, Harads, Sävast, Unbyn, Vittjärv.

## Bibliografia

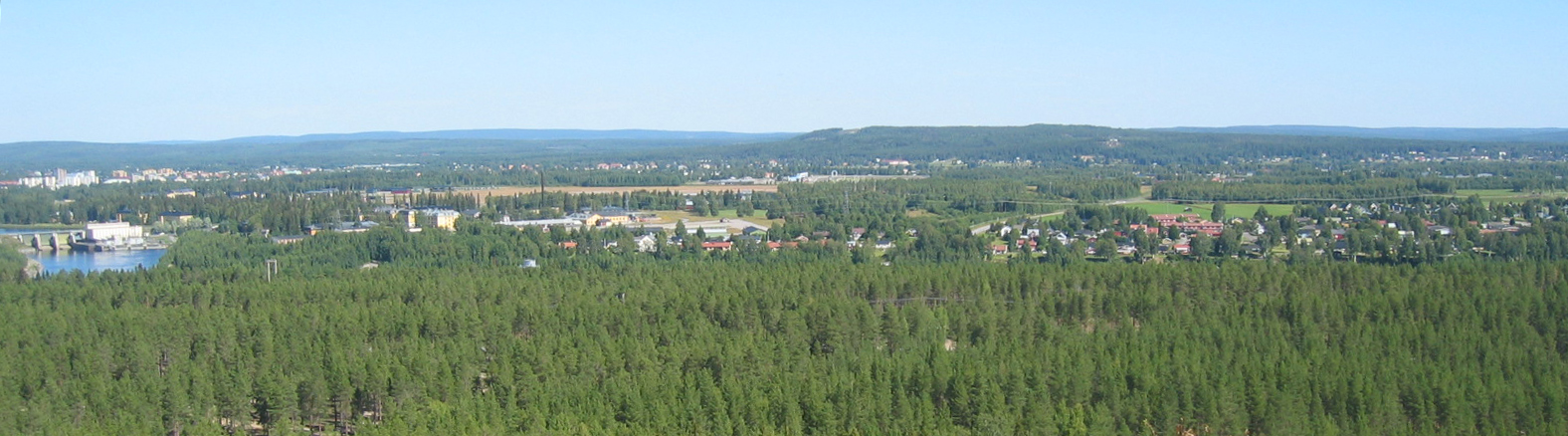
Widok na gminę Boden z fortu Rödberget (Rödbergsfortet), części fortecy Boden (Bodens fästning)